# Životní partnerství v Chorvatsku
Chorvatsko přiznává párům stejného pohlaví status životního partnerství podle zákona o životním partnerství, který jim garantuje rovná práva a povinnosti vycházející z manželství, vyjma adopcí. Nicméně pamatuje na vztah mezi partnerem rodiče a jeho nevlastním dítětem prostřednictvím poručenství. Zákon dále uznává a definuje neregistrovaná soužití párů stejného pohlaví jako neformální životní partnerství a staví je na stejnou úroveň jako registrovaná životní partnerství, pokud spolu žijí minimálně 3 roky. Zpočátku bylo stejnopohlavní soužití právně ošetřené podle zákona o neregistrovaném soužití z r. 2003, který byl pak nahrazen zákonem o životním partnerství. Chorvatský parlament přijal nový zákon 15. července 2014. Účinnosti nabyl ve dvou fázích (5. srpna 2014 a 1. září 2014). Po referendu v r. 2013 je v chorvatské ústavě manželství definované pouze jako heterosexuální svazek.

## Historie

### Neregistrované soužití
V r. 2003 rok po prvním chorvatském gay pride přijala vládní koalice složená převážně ze středolevicových strana zákon uznávající stejnopohlavní svazky. Už tehdy se mělo jednat o registrované partnerství s většinou práv a povinností heterosexuálních párů, ale pravicová Chorvatská selská strana, jediná pravicová strana ve vládě, varovala, že vystoupí z koalice, pokud bude ten zákon takhle prezentován. Tato situace vyvolala nutnost dosažení příslušného kompromisu kvůli zachování stávající vlády. Zákon dával stejnopohlavním párům žijících ve společně hospodařící domácnosti minimálně 3 roky vesměs stejná práva a povinnosti jako mají nemanželská heterosexuální soužití. Jednalo se zejména o oblasti dědictví a finanční podpory. Neregistrovaná soužití neměla přístup k adopci a nebyla zahrnutá do rodinného práva, jelikož byla upravená zcela separátním zákonem, který s ním nesouvisel. Stejnopohlavní páry neměly rovněž přístup k rovným daňovým a majetkovým právům, zdravotnímu pojištění, důchodů atd.

### Registrované partnerství
Na začátku roku 2005 zamítnul chorvatský parlament návrh zákona o registrovaném partnerství předložený Šime Lučinem (SDP) a nezávislým Ivo Banacem. Poslankyně Lucija Čikeš, členka vládnoucí HDZ, vyzvala k zamítnutí zákona se slovy "veškerá podstata celého vesmíru i lidské existence závisí na heterosexualitě - od atomu po nejmenší částici, od mouchy ke slonovi". Odborná veřejnost i média tato stanoviska odsoudila s tím, že všichni členové parlamentu jsou zavázáni ústavou, která zakazuje diskriminaci.

### Zákon o životním partnerství
11. května 2012 oznámil chorvatský premiér Zoran Milanović, že jeho vláda zlepší právní postavení homosexuálních párů. Nebylo sice jasné, jak toho bude konkrétně dosaženo, zda se bude jednat o registrované partnerství nebo jinou instituci, ale bylo potvrzené, že k tomu účelu se nijak nezmodifikuje rodinné právo. Důvodem tohoto rozhodnutí byly obavy z pokusů o redefinici manželství.
Při příležitosti Mezinárodního dne proti homofobii, transfobii a bifobii v r. 2012 se LGBT platformy setkaly s ministrem administrativy Arsenem Baukem, který jim potvrdil, že skutečně dojde ke změnám existující legislativy ve prospěch LGBT práv, včetně přijetí nového zákona o stejnopohlavním soužití. Jeho název byl zatím neznámý, ale již bylo navrženo, že by to mohl být zákon o životním partnerství. Ministr Bauk řekl, že je zapřisáhlým zastáncem rovnosti, a že nehodlá s žádným politikem o ní dělat jakékoli kompromisy. Při těchto slovech se odvolal na vyjádření několika politiků, kteří údajně podporovali rovnoprávnost, ale s omezeními kvůli tomu, že společnost údajně není na příslušné změny připravená. Marko Jurčić ze Zagreb Pride řekl, že se mu nelíbí představa partnerství pouze pro homosexuální páry, a že byl zastáncem „životního partnerství pro všechny“. Jeho stanovisku nebylo nakonec vyhověno. I tak ale zůstal Zagreb Pride podporovatelem zákona o životním partnerství, a dokonce se společně s vládními pracovníky podílel jak na jeho zpracování, tak i na kampani "Je čas na životní partnerství."
Ministerstvo administrativy a pracovní skupina odpovědná za práce na zákonu se poprvé setkala s jeho příznici 6. září 2012. Jeho prezentace parlamentu byla naplánována na rok 2013. 16. listopadu 2012 potvrdila prezidentka pracovní skupiny Jagoda Botički, že párům stejného pohlaví bude umožněné úředně stvrdit svůj svazek za stejných podmínek jako mají heterosexuálové, ale že páry různého pohlaví nebudou do nové legislativy zahrnuty. Dále řekla, že je skupina v procesu prací na seznamu příslušných práva a povinností za asistence několika ministrů. LGBT asociace Iskorak a Kontra uvítaly rovné úřední podmínky pro sezdávání homosexuálních párů, ale nespokojily se s faktem, že homosexuální páry nebudou zahrnuty do rodinného práva, čímž jejich postavení bude i nadále limitováno. Nicméně přiznaly se k tomu, že to očekávaly z důvodu situace na politickém trhu a nutnosti dělat ústupky. Účelem včlenění do rodinného práva měla být právní situace dětí z homoparentálních rodin, což odpůrci životního partnerství považovali za nejkontroverznější.
2. srpna 2013 potvrdil ministr administrativy Arsen Bauk ještě jednou název zákona životní partnerství. Dále uvedl, že registrovaná životní partnerství budou svým obsahem práva a povinností zcela identická s manželstvím, vyjma užití tohoto názvu, a vyjma adopcí. Na závěr však uvedl, že by se měla začít vést diskuze na téma přisvojení dítěte v takovém svazku. Poslanci HNS by podpořili plnou adopci. Politické debaty na téma zákona se měly uskutečnit v září téhož roku a jeho prezentace parlamentu koncem roku.
4. listopadu 2013 byl publikován první návrh zákona. Návrh stavěl životní partnery na zcela stejnou úroveň jako mají manželé, vyjma adopcí. Nicméně pamatoval na vztah mezi životním partnerem rodiče a nevlastním dítětem, kde připouštěl vznik výkonu rodičovské zodpovědnosti vůči dětem v životním partnerství. Podle legislativy se životní partner rodiče může stát poručníkem. Poručenství dává životním partnerům ve vztahu k nevlastním dětem obsahově status rodičů, vyjma užívání tohoto názvu. Přestože není životní partnerství součástí chorvatského rodinného práva, což mu bylo často vyčítáno, tak definuje pár stejného pohlaví jako rodinu. V jeho důvodové zprávě i závěrečném ustanovení je jasně napsáno, že je zakázaná jakákoli diskriminace, a že veškeré budoucí změny rodinného práva ve vztahu k manželství se musí týkat i životního partnerství.
12. prosince 2013 přijala vláda takto navržený zákon. 29. ledna 2014 přijala zákon o životním partnerství parlamentní Komise pro lidská práva a národnostní menšiny v poměru 6:2 (zbývající dva byli členové HDZ). 5 dní před tímto rozhodnutím byl zákon schválen Komisí pro genderovou rovnost. Rozhodnutí bylo jednomyslné, protože všichni členové HDZ nebyli přítomní. Toto se pak stalo precedentem pro všechny další parlamentní komise, které taktéž podpořily návrh. Když se návrh prvně projednával v parlamentu 24. února 2014, tak se projednávaly také jeho případná vylepšení, která by byla akceptovatelná. Vláda se usnesla na finálním hlasování 24. června 2014. Návrh byl pak následně přijat ve druhém čtení 10. července 2014. Parlament přijal zákon o životním partnerství během finálního čtení 15. července 2014 v poměru hlasů 89:16. V promulgační listině byl pak publikován 28. července 2014 a účinnosti nabyl o 8 dní později (tj. 5. srpen 2014), vyjma části o rodičovské zodpovědnosti, která se stala účinnou 1. září 2014.

## LGBT rodičovství
Homosexuální páry nemají v Chorvatsku plná adopční práva, ale svobodní jednotlivci smějí bez ohledu na sexuální orientaci osvojit dítě. Zákon o životním partnerství dále připouští také takzvané partnerské poručenství, které je jakýmsi ekvivalentem ke klasickému přisvojení stejnopohlavním partnerem rodiče. Životní partner biologického rodiče tak může dočasně nebo trvale vykonávat rodičovskou povinnost vůči svému nevlastnímu dítěti. Životní partnerství umožňuje rodiči nebo rodičům trvale nebo dočasně poskytnout rodičovská práva a povinnosti svému partnerovi, který není biologickým rodičem jejich dítěte. Pokud tento status má trvat déle než 30 dní je třeba takovou dohodu sepsat a ověřit u notáře. V situacích, kdy rodič nebo rodiče přenesou svá rodičovská práva a povinnosti na svého životního partnera, jsou všichni povinni se podílet na jeho výchově a v souladu s dobrem a nejlepším zájmem dítěte se kolektivně rozhodovat na podstatných záležitostech jeho života. V případě rozvodu má právo bývalý životní partner (nevlastní rodič) právo na styk se svým poručencem, pokud opatrovnický soud dojde k závěru, že je to z hlediska nejlepšího zájmu dítěte prospěšně. Institut poručenství partnera je mechanismus upravený v zákoně o životním partnerství, který umožňuje životnímu partnerovi rodiče získat trvalá rodičovská práva vůči svému nevlastnímu dítěti, a je tudíž velmi podobný institutu přiosvojení. K tomu může dojít za dvou podmínek: pokud oba jeho biologičtí rodiče zemřou nebo jeden z jeho rodičů zemře a druhý je neznámý; nebo pokud byl jeden z biologických rodičů omezen ve výkonu rodičovské povinnosti. Poručníkem dítěte se může stát po rozhodnutí soudu také životní partner biologického rodiče, pokud druhý rodič je neznámý, mrtvý, prohlášen za mrtvého, nebo byl zbaven rodičovských práv. Institut poručenství partnera je možný jak pro formální, tak i neformální, životní partnerství. Partner poručník vykonává vůči svému nevlastnímu dítěti plnou rodičovskou zodpovědnost a je i úředně zaznamenán v jeho rodném listě. Mezi poručníkem a poručencem vzniká také vztah blízké osoby se všemi vzájemnými právy a povinnostmi mezi rodiči a dětmi. Svobodná osoba bez ohledu na sexuální orientaci může osvojit. On 13 July 2015, it was reported that the first case of partner-guardianship had been granted.

### Historie
V květnu 2012 vyjádřila vicepremiérka a ministryně sociální politiky a mládeže Milanka Opačić podporu LGBT rodičovství s tím, že by se Chorvatsko mělo posunout v oblasti tolerance a akceptace. Ve své politice však opomněla situaci dětí vyrůstajících v homoparentálních rodin, které byly za tehdejší právní úpravy diskriminovány. Její postoje se tady nesetkaly s přijetím u některých nevládních organizací, které ji právě sdělily, že v Chorvatsku vyrůstá několik dětí ve stejnopohlavních rodinách, a že tyto rodiny se denně setkávají s právními komplikacemi, a tudíž by se tedy měla řešit především jejich situace. 
Dlouhodobým podporovatelem LGBT rodičovství je také Vesna Pusić. V červenci 2012 vyjádřil podporu adopcím a řekl, že by společnost neměla být tolerantní k nerovnosti a tlaku z radikálních a krajně pravicových kruhů také ministr válečných veteránů a člen SDP Predrag Matić. Tímto vyjádřením také poukázal na fakt, že právě asociace válečných veteránů bývají často spojeny s krajně pravicovou politikou. Ministr ekonomie Ivan Vrdoljak řekl, že adopce by měly být povoleny, a vyjádřil naději, že se je podaří prosadit ještě za stávající vládní koalice, které končilo volební období v r. 2015.
V červenci 2014 přijala chorvatská vláda návrh novely zákona o životním partnerství, kterou se podařilo prosadit i díky většina poslanců v parlamentu. Chorvatsko tak poprvé zrovnoprávnilo i nesezdané heterosexuální páry s manželstvím, včetně adopcí. Tento krok lze vnímat jako první směrem k plným adopčním právům pro homosexuální páry, ačkoli není zákon o životním partnerství součástí rodinného práva. Advokátka Sanja Bezbradica Jelavić a profesorka na Univerzitě v Rijece došly k závěru, že Evropský soud pro lidská práva sice nečiní ze stejnopohlavního manželství lidské právo, ale že homosexuální páry staví na úroveň všech nemanželských párů. Své tvrzení podložily případem X a ostatní vs. Rakousko, ve kterém bylo osobám žijícím v homosexuálním svazku přiznáno právo na adopci jejich nevlastního dítěte stejně jako je tomu i v případě nemanželských heterosexuálních párů. Jsou tedy možné dvě cesty: dát nejprve podnět k Ústavnímu soudu, a pokud rozhodne negativně, tak se odvolat k Evropskému soudu pro lidská práva, jehož rozhodnutí bude pro Chorvatsko závazné. Ministr administrativy Arsen Bauk řekl, že vláda nezamýšlí změnit zákon o životním partnerství v tomto bodě, a že se tato otázka stane předmětem příštích parlamentních debat.
V květnu 2017 se Ústavní soud zabýval žalobou mužského páru žijícího v životním partnerství, kterého úřady odmítly zapsat do seznamu osvojitelů s odvoláním se na legislativu, která nepřipouští plná adopční práva pro životní partnery. Ještě předtím dotyčný pár úspěšně prošel cyklem kurzů v Centru náhradní rodinné péče. Přestože Chorvatsko nedává párům žijícím v životním partnerství plná adopční práva, tak příslušný pár a jejich právní zástupkyně poukazují na ustanovení zákona o životním partnerství a zákona o rodině, která jasně říkají, že životní partnerství má stejné právní postavení jako manželství. Dále zákon o životním partnerství říká, že problematika výchovy dětí neupravená v části poručenství partnera musí být řešená pomocí zákona o rodině, a proto se jedná v tomto případě o diskriminaci. Pár a jejich právní zástupkyně potvrdili, že pokud Ústavní soud nevyhoví jejich žádosti, odvolají se k Evropskému soudu pro lidská práva, s tím že v případech podobného typu již několikrát rozhodl pozitivně. Případ běží od 12. května 2017.